# 동서촌로
동서촌로(Dongseochon-ro) 평택시 팽성읍 안정리사거리에서 팽성읍 팽성미곡처리장삼거리를 잇는 도로이다.

## 주요 경유지
경기도
- 평택시 (팽성읍)

## 노선
| 이름                 | 접속 노선                  | 소재지            | 소재지            | 비고                 |
| 안정쇼핑로와 직결    | 안정쇼핑로와 직결          | 안정쇼핑로와 직결 | 안정쇼핑로와 직결 | 안정쇼핑로와 직결    |
| -------------------- | -------------------------- | ----------------- | ----------------- | -------------------- |
| 안정리삼거리         | 안정로                     | 평택시            | 팽성읍            | 지방도 제315호선구간 |
| 영동아파트사거리     | 송화택지로                 | 평택시            | 팽성읍            | 지방도 제315호선구간 |
| 부용초교삼거리       |                            | 평택시            | 팽성읍            | 지방도 제315호선구간 |
| 객사삼거리           | 팽성송화로                 | 평택시            | 팽성읍            | 지방도 제315호선구간 |
| (이름없음)           | 송화택지로 동서촌로129번길 | 평택시            | 팽성읍            |                      |
| 팽성미곡처리장삼거리 | 안정로                     | 평택시            | 팽성읍            |                      |

## 주요 시설및 건물
- 부용초등학교 (동서촌로 65/객사리 160-1)
- 팽성읍행정복지센터 (동서촌로 89/객사리 170-2)
- 농협 팽성농협하나로마트 본점 (동서촌로 90/객사리 118-8)
- 농협 팽성농협본점 (동서촌로 90/객사리 118-8)
- GS25 평택팽성점 (동서촌로 127/객사리 95-3)